# Remo Scuriatti
Remo Scuriatti (San Severino Marche, 24 maggio 1900 – San Severino Marche, 7 ottobre 1972) è stato un artista, fotografo e pittore italiano.
Esercita per oltre venti anni la professione del fotografo, distinguendosi soprattutto nel genere del ritratto. Quindi, dalla fine degli anni Trenta in poi, si dedica alla pittura con un primo periodo figurativo e una seconda fase informale. Senza mai allontanarsi dalla città natale, ne ha influenzato il clima culturale fino alla sua scomparsa.

## Biografia

### La giovinezza e la professione di fotografo
Remo Scuriatti nacque a San Severino Marche il 24 maggio 1900. Dopo avere frequentato la scuola media, consegue il diploma magistrale ma, invece di dedicarsi all’insegnamento, preferisce esercitare la professione del fotografo. Dopo una periodo di apprendistato, svolto probabilmente presso lo Studio Fotografico di Giuseppe Bartoli che allora era il più affermato in città, intorno al 1920 apre un elegante atelier in stile Art déco nel palazzo che si affaccia sulla principale piazza cittadina e che ospita il Teatro Comunale Feronia, uno studio che diventa anche la sua abitazione. Scuriatti si afferma rapidamente come fotografo di valore, richiamando una vasta clientela appartenente a ogni classe sociale. Personaggio effervescente, appassionato di teatro e di musica lirica, partecipa spesso agli spettacoli teatrali come attore, scenografo e coreografo.
In questo periodo realizza alcuni reportage e diverse raffigurazioni del paesaggio rurale e urbano. Si afferma in particolare come un ritrattista alla costante ricerca di un proprio ideale di bellezza che si traduce soprattutto nella rappresentazione del “pianeta donna”. Il suo stile è caratterizzato dalla precisione delle inquadrature, dalla scelta di pose sempre eleganti, dall’uso incisivo delle luci, dalla capacità di esaltare uno sguardo, un sorriso, un abito, un’acconciatura. Le fotografie di Scuriatti non hanno solo un valore artistico, ma costituiscono un documento storico/antropologico che consente di ricostruire i modelli culturali e i costumi della varie classi sociali del primo Novecento.

### La maturità e l’attività pittorica
Negli anni della maturità abbandona progressivamente la fotografia per dedicarsi alla pittura, partecipando con successo a diverse mostre regionali e nazionali e raccogliendo intorno a sé un nutrito gruppo di artisti e di giovani intellettuali. Nel 1938 partecipò così alla mostra d'Arte futurista intitolata "Sotto i Trenta" e curata dagli artisti Bruno Tano e Sante Monachesi, che vide anche il sostegno e la presenza di Filippo Tommaso Marinetti
I quadri di Scuriatti del periodo figurativo (1940-1950) denotano una voglia di libertà e una forte carica emotiva. Essi sono caratterizzati da un espressionismo mediterraneo che serve all’autore per trasfigurare la realtà e creare un proprio mondo artistico. Soprattutto i suoi paesaggi mostrano una linea espressiva che imprime alla forme una carica di visionarietà antinaturalistica, perché il segno appare profondo e gestuale, il colore assume una incisività narrativa e una forte tensione drammatica. Furono di questo periodo le partecipazioni ad importanti manifestazioni nazionali: Nel 1951 partecipò alla VI Quadriennale di Roma, nel 1953 al Premio Michetti di Francavilla al Mare, nel 1955 fu di nuovo alla VII Quadriennale di Roma e tra il 1957 ed il 1966 le sue opere furono più volte incluse nell'esposizione nazionale biennale Premio Marche.
Nel 1960, quando il palazzo situato in piazza viene dichiarato inagibile, Scuriatti è costretto a trasferirsi nella sua casa natale, dove continua la sua attività artistica. Fu in questo periodo che Scuriatti abbandona il modello figurativo per sperimentare opere denominate Galattiche, più aderenti alla poetica informale. L’artista si avvicina all’Astralismo e al Movimento Agravitazionale, correnti pittoriche fondate dall'artista Sante Monachesi tra il 1959 e il 1962. Attratto dalla bellezza dell’universo e dal fascino delle esplorazioni spaziali, vuole creare un’arte capace di raffigurare nuovi mondi e nuove forme di energia attraverso opere in cui la componente materico-cromatica è prevalente e le forme si polverizzano in “esplosioni” cosmiche.
Remo Scuriatti muore il 7 ottobre 1972 nella sua casa natale. Per volontà testamentaria, ha lasciato in dono la sua casa, l’archivio fotografico e gran parte dei suoi quadri al Comune di San Severino Marche.

## Mostre

### Mostre personali
- Mostra “Reno Scuritatti fotografo e pittore”, a cura di Alberto Pellegrino, Città di San Severino Marche, 2020

### Mostre collettive
- Mostra dei “Sotto i Trenta”, Macerata, 1938
- Mostra d’Arte, Ascoli Piceno, 1950
- VI Quadriennale di Roma (1951-1952)
- Premio Salvi, Sassoferrato, 1952
- Premio Nazionale di Pittura “F. P. Michetti”, Francavilla a Mare, 1953
- Premio Salvi, Sassoferrato, 1954
- VII Quadriennale di Roma (1955-1956)
- Stadio Nazionale di Roma, mostra, 1957
- Premio Marche, Ancona, 1957
- Mostra Nazionale di Alatri, 1959
- Fiera Marguttiana d’Arte, Macerata, 1960
- Premio Marche, Ancona, 1961
- Mostra Concorso Nazionale “L’Arte nel tempo libero”, Castello Ursino, Catania, 1966
- Premio della Galleria Cadaim, Piazza della Trinità dei Pellegrini, Roma, 1966
- Premio regionale di pittura, scultura e grafica “Chiostro”, Ascoli, Piceno, 1968
- Mostra degli Artisti sanseverinati, Settimana dei Comuni Marchigiani, Milano, 1980